# Pratapa relata
Pratapa relata är en fjärilsart som beskrevs av William Lucas Distant 1884. Pratapa relata ingår i släktet Pratapa och familjen juvelvingar. Inga underarter finns listade i Catalogue of Life.